# Skades valg
Skades valg er en fortælling fra den nordiske mytologi.
Skade er en jættekvinde, der er taget til gudernes bolig Valhal for at kræve bod for drabet på hendes far – jætten Tjasse. Hun kræver at en af aserne skal ægte hende.
Da hun skal vælge sig en as til mand, er hun dog nødt til at vælge på asernes betingelse. Hun skal vælge ud fra deres fødder. Alle aserne (det vil sige de ugifte) tager opstilling bag et stykke klæde med kun deres fødder synlige. Skade ønsker naturligvis at vælge den skønneste gud Balder, men da hun kun må se asernes fødder, kommer hun til at vælge Njord i stedet, da han har så fine rene tæer (han er havgud og går tit i vand).
Skade er naturligvis skuffet, men det er der ikke noget at gøre ved, og Skade og Njord bliver gift. Ægteskabet går slet ikke. Njord holder af havet og Skade af bjergene. Njord kan ikke udstå ulvenes hylen, mens Skade ikke kan udstå mågernes skrig. De bliver derfor enige om at bo hos hinanden på skift, men ingen af dem er glade på samme tid, og de ser mindre og mindre til hinanden.
Skade bor nu i Jotunheim sammen med Od, Frejas mand og hans døtre med Freja Hnoss og Gersimi. Freja savner Od forfærdeligt, og ved ikke hvor han er.